# PRIDE 31
PRIDE 31: Unbreakable fue un evento de artes marciales mixtas producido por PRIDE Fighting Championships, celebrado el 26 de febrero de 2006 en el Saitama Super Arena de Saitama.